# نسرین سلطان‌خواه
نسرین سلطان‌خواه (زادهٔ ۱۳۴۲ تهران) سیاستمدار ایرانی و هم‌اکنون عضو پیوسته فرهنگستان علوم می‌باشد. وی از سال ۱۳۸۸ تا پایان کار دولت دهم، معاون علمی و فناوری رئیس‌جمهور ایران و رئیس بنیاد ملی نخبگان بود.
سلطانخواه در سال ۱۳۵۸ در رشته مهندسی برق دانشگاه صنعتی شریف قبول شد و پس از گذشت ۵ ترم تحصیلی به ریاضی تغییر رشته داد و در سال ۱۳۶۵ و ۱۳۶۷ لیسانس و فوق لیسانس خود را از دانشگاه صنعتی شریف دریافت کرد. او در سال ۱۳۷۳، در حالی که عضو هیئت علمی دانشگاه الزهرا بود، به عنوان اولین فارغ‌التحصیل دکترای ریاضیِ دانشکده ریاضی دانشگاه صنعتی شریف فارغ‌التحصیل شد. سرپرستی دکترای وی بر عهدهٔ عبادالله محمودیان، و عنوان رسالهٔ دکترایش «طرحهای بلوکی جهت‌دار» بود.
نسرین سلطان‌خواه پیش از آن که به عنوان نماینده مردم تهران در دور دوم شورای شهر فعالیت کند، عضو هیئت علمی دانشگاه الزهرا بوده و در دانشگاه شریف نیز تدریس کرده‌است. وی نتوانست رای مردم تهران را برای ورود به دور سوم شورای شهر تهران به دست آورد.

## سمت‌ها
او پیشتر یعنی در سال ۱۳۸۴ به عنوان فعال ستاد انتخاباتی احمدی‌نژاد با رسانه‌ها گفتگو می‌کرد. این عضو شورای شهر تهران پس از روی کار آمدن دولت نهم سمت مشاور رئیس‌جمهور و رئیس مرکز امور زنان و خانواده را نیز دارا شد. در همین ایام بود که مسعود زریبافان عضو دیگر دومین شورای شهر تهران و معاون احمدی‌نژاد در کابینه دهم، اعلام کرد عضویت در شورا شغل نیست چرا که او، چمران و سلطان‌خواه از سوی احمدی‌نژاد برای فعالیت در دولت نهم دعوت شده بودند. اسفند همان سال بود که سلطان‌خواه از سمت خود کناره‌گیری کرد.
با آغاز فعالیت‌های انتخاباتی هشتمین دوره مجلس شورای اسلامی نام سلطان‌خواه در فهرست نهایی جبهه متحد اصول‌گرایان تهران درج شد. او نتوانست آرای مردم تهران را این بار برای ورود به مجلس هشتم جلب کند و از ورود به خانه ملت باز ماند. چهار ماه بعد یعنی در تیر ماه ۱۳۸۷ از سوی احمدی‌نژاد به عضویت هیئت امنای سازمان ملی پرورش استعدادهای جوان درآمد و هفت ماه بعد رئیس موسسه عالی آموزش و پژوهش مدیریت و برنامه‌ریزی در معاونت برنامه‌ریزی و نظارت راهبردی رییس‌جمهور شد.